# Brice Samba
Brice Samba (Linzolo, 25 april 1994) is een Frans-Congolees voetballer die als doelman speelt. Hij verruilde Nottingham Forest in juli 2022 voor RC Lens. Samba debuteerde in 2023 in het Frans voetbalelftal.

## Clubcarrière

### Olympique Marseille
Samba komt uit de jeugdacademie van Le Havre AC. Hiervoor speelde hij in december 2012 twee wedstrijden in de Coupe de France. Hij vertrok in januari 2013 vervolgens naar Olympique Marseille. Dat haalde hem eveneens als reservekeeper, achter international Steve Mandanda. Samba debuteerde op 5 januari 2014 voor Olympique Marseille, in de Coupe de France tegen Stade Reims. 'OM' won de wedstrijd met 2–0 na twee doelpunten doelpunten van André-Pierre Gignac. Samba bleef vijf seizoenen bij Olympique Marseille, waarvan hij er een doorbracht op huurbasis bij AS Nancy in de Ligue 2. Al die tijd was hij reservedoelman. 

### SM Caen
Dit veranderde toen hij in juli 2017 tekende bij SM Caen. Hij fungeerde hier in 2017/18 nog als tweede keeper achter Rémy Vercoutre, maar nadat die na afloop van dat seizoen stopte en Fabien Mercadal aantrad als nieuwe coach, werd Samba voor het eerst in zijn carrière eerste doelman. Samba keepte in 2018/19 alle competitieronden. Zijn ploeg degradeerde dat jaar naar de Ligue 2. 

### Nottingham Forest
Samba verhuisde verhuisde daarop in augustus 2019 naar  Nottingham Forest. Daarvoor speelde hij in de volgende drie seizoenen 125 wedstrijden in de Championship. Hij slaagde er in 2021/22 in om via de play-offs met de Engelse club te promoveren naar de Premier League. Tijdens de halve finale van die play-offs was er een strafschoppenreeks nodig om te bepalen of Nottingham Forrest of Sheffield United doormocht naar de finale. Daarin stopte Samba drie penalty's.

### RC Lens
RC Lens haalde Samba in juli 2022 terug naar Frankrijk, waar hij voor het eerst eerste doelman werd in de Ligue 1. Hij maakte zo deel uit van de kern van spelers die de club naar de tweede plaats in de eindstand brachten, de hoogste klassering sinds 2001/02. Daarom mocht hij op 20 september 2023 tegen Sevilla op 29-jarige leeftijd zijn debuut maken in de Champions League. Hij deed dat bovendien als aanvoerder, want in de zomer van 2023 had hij de aanvoerdersband overgenomen van de naar SC Braga vertrokken José Fonte.

## Clubstatistieken
| Seizoen | Club                | Competitie   | Competitie | Competitie | Beker | Beker | Overig | Overig | Totaal | Totaal |
| Seizoen | Club                | Competitie   | Wed.       | Dlp.       | Wed.  | Dlp.  | Wed.   | Dlp.   | Wed.   | Dlp.   |
| ------- | ------------------- | ------------ | ---------- | ---------- | ----- | ----- | ------ | ------ | ------ | ------ |
| 2011/12 | Le Havre            | Ligue 2      | 0          | 0          | 0     | 0     | –      | –      | 0      | 0      |
| 2012/13 | Le Havre            | Ligue 2      | 0          | 0          | 2     | 0     | –      | –      | 2      | 0      |
| 2012/13 | Olympique Marseille | Ligue 1      | 0          | 0          | 0     | 0     | –      | –      | 0      | 0      |
| 2013/14 | Olympique Marseille | Ligue 1      | 1          | 0          | 1     | 0     | –      | –      | 2      | 0      |
| 2014/15 | Olympique Marseille | Ligue 1      | 0          | 0          | 2     | 0     | –      | –      | 2      | 0      |
| 2015/16 | AS Nancy            | Ligue 2      | 2          | 0          | 4     | 0     | –      | –      | 6      | 0      |
| 2016/17 | Olym. Marseille     | Ligue 1      | 0          | 0          | 0     | 0     | –      | –      | 0      | 0      |
| 2017/18 | SM Caen             | Ligue 1      | 4          | 0          | 6     | 0     | –      | –      | 10     | 0      |
| 2018/19 | SM Caen             | Ligue 1      | 38         | 0          | 0     | 0     | –      | –      | 38     | 0      |
| 2019/20 | SM Caen             | Ligue 1      | 1          | 0          | 0     | 0     | –      | –      | 1      | 0      |
| 2019/20 | Nottingham Forest   | Championship | 40         | 0          | 2     | 0     | –      | –      | 42     | 0      |
| 2020/21 | Nottingham Forest   | Championship | 45         | 0          | 1     | 0     | –      | –      | 46     | 0      |
| 2021/22 | Nottingham Forest   | Championship | 40         | 0          | 2     | 0     | 3      | 0      | 45     | 0      |
| 2022/23 | RC Lens             | Ligue 1      | 37         | 0          | 0     | 0     | –      | –      | 29     | 0      |
| 2023/24 | RC Lens             | Ligue 1      | 33         | 0          | 1     | 0     | 8      | 0      | 42     | 0      |
| Totaal  | Totaal              | Totaal       | 241        | 0          | 21    | 0     | 11     | 0      | 273    | 0      |

## Interlandcarrière
Samba werd in 2013 verschillende keren opgeroepen voor Frankrijk –19, maar kwam daarvoor niet in actie. Hij debuteerde op 16 juni 2023 in het Frans elftal. Nadat hij drie maande daarvoor al twee keer als reservekeeper bij het team was, zette bondscoach Didier Deschamps hem tijdens een kwalificatiewedstrijd voor het EK 2024 uit tegen Gibraltar in de basis. Frankrijk won met 0–3. Samba werd op 16 mei 2024 door Deschamps opgenomen in de Franse selectie voor het EK 2024 in Duitsland, maar was tweede keeper achter Mike Maignan en kwam niet in actie. Frankrijk overleefde een groep met Oostenrijk, Nederland en Polen en schakelde vervolgens België en Portugal uit, maar verloor in de halve finales met 2–1 van Spanje.
1 Petrić ·
2 Aguilar ·
3 Machado ·
4 Danso ·
7 Sotoca  ·
8 Nzola ·
9 Satriano ·
10 Costa ·
11 Fulgini ·
13 Chávez ·
14 Medina ·
15 Ojediran ·
16 Koffi ·
18 Diouf ·
19 Cabot ·
20 Sarr ·
22 Saïd ·
23 El Aynaoui ·
24 Gradit ·
26 Mendy ·
27 Bane ·
28 Thomasson ·
30 Ryan ·
34 Pouilly ·
36 Lebeau ·
37 Ganiou ·
38 Zaroury ·
Coach: W. Still
· Assistent-coach: N. Still
1 Samba ·
2 Pavard ·
3 Mendy ·
4 Upamecano ·
5 Koundé ·
6 Camavinga ·
7 Griezmann ·
8 Tchouaméni ·
9 Giroud ·
10 Mbappé  ·
11 Dembélé ·
12 Kolo Muani ·
13 Kanté ·
14 Rabiot ·
15 Thuram ·
16 Maignan ·
17 Saliba ·
18 Zaïre-Emery ·
19 Fofana ·
20 Coman ·
21 Clauss ·
22 Hernández ·
23 Aréola ·
24 Konaté ·
25 Barcola ·
Coach: Deschamps